# Ансью, Джейми
Джеймс (Дже́йми) А́нсью (англ. James "Jamie" Anseeuw; род. 16 сентября 1959, Виннипег) — канадский кёрлингист на колясках.
В составе сборной Канады по кёрлингу на колясках бронзовый призёр зимних Паралимпийских игр 2018. В составе смешанной парной сборной Канады по кёрлингу на колясках участник чемпионата мира 2022 (заняли тринадцатое место). Неоднократный чемпион Канады.

## Достижения
- Зимние Паралимпийские игры: бронза (2018).
- Чемпионат Канады по кёрлингу на колясках: золото (2014, 2017), серебро (2019), бронза (2015).

## Команды
| Сезон                                   | Четвёртый     | Третий        | Второй          | Первый          | Запасной                             | Турниры               |
| --------------------------------------- | ------------- | ------------- | --------------- | --------------- | ------------------------------------ | --------------------- |
| 2013—14                                 | Деннис Тиссен | Mark Wherrett | Джейми Ансью    | Melissa Lecuyer | тренер: Tom Wherrett                 | ЧКК 2014              |
| 2014—15                                 | Деннис Тиссен | Mark Wherrett | Джейми Ансью    | Melissa Lecuyer | тренер: Tom Wherrett                 | ЧКК 2015              |
| 2015—16                                 | Mark Wherrett | Джейми Ансью  | Melissa Lecuyer | —               |                                      | ЧКК 2016 (6 место)    |
| 2016—17                                 | Деннис Тиссен | Mark Wherrett | Джейми Ансью    | Carolyn Lindner |                                      | ЧКК 2017              |
| 2017—18                                 | Марк Айдесон  | Айна Форрест  | Деннис Тиссен   | Мари Райт       | Джейми Ансью тренер: Wayne Kiel      | ЗПИ 2018              |
| 2018—19                                 | Деннис Тиссен | Mark Wherrett | Джейми Ансью    | Carolyn Lindner | Jennifer Balcaen тренер: Gord MacKay | ЧКК 2019              |
| 2023—24                                 | Деннис Тиссен | Джейми Ансью  | Jill Hopkins    | Mark Wherrett   | тренер: Ron Westcott                 | ЧКК 2024 (4 место)    |
| Кёрлинг на колясках среди смешанных пар |               |               |                 |                 |                                      |                       |
| 2021—22                                 | Мари Райт     | Джейми Ансью  |                 |                 | тренер: Дана Фергюсон                | ЧМКСП 2022 (13 место) |

(скипы выделены полужирным шрифтом)

## Частная жизнь
Получил травму, приведшую к частичному параличу нижней половины тела, в результате аварии снегохода в 1999 году. Кёрлингом на колясках занимается с 2014 года.